# Achrioptera fallax
Achrioptera fallax är en insektsart som beskrevs av Charles Coquerel 1861. Achrioptera fallax ingår i släktet Achrioptera och familjen Phasmatidae. Inga underarter finns listade i Catalogue of Life.

## Bildgalleri

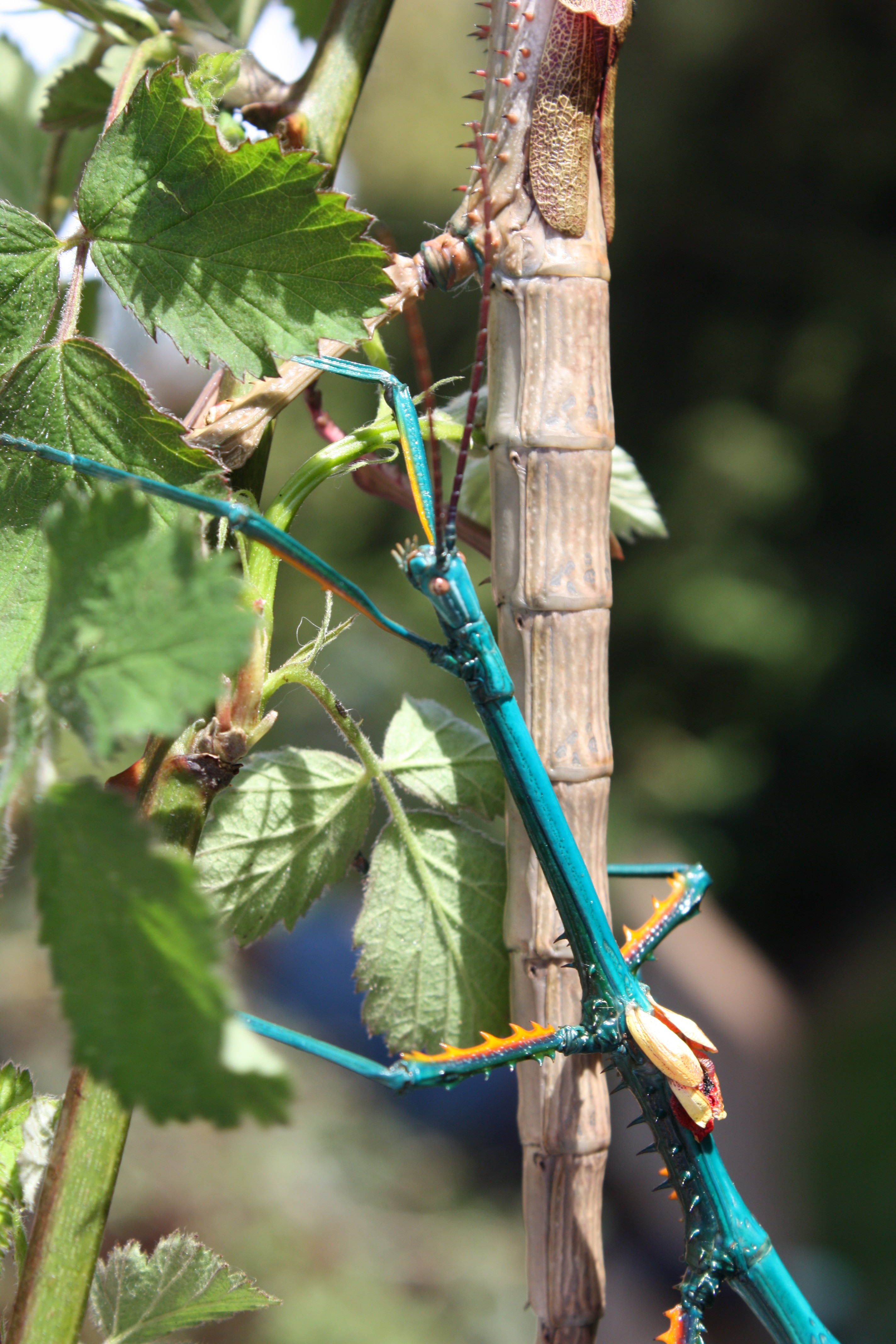
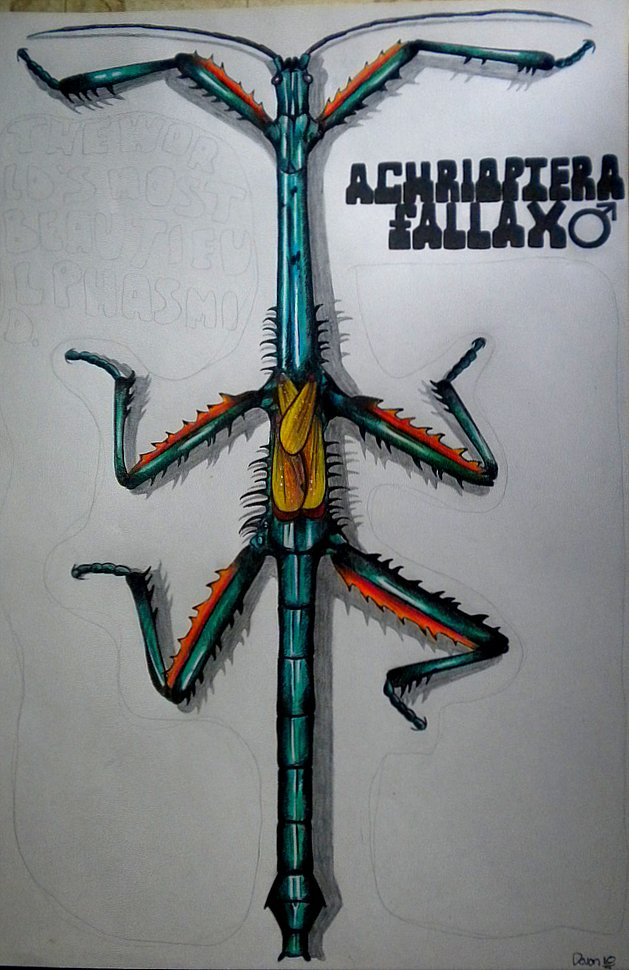